# خانواده سوج
خانوادهٔ سَوِج (به انگلیسی: The Savages) نام فیلم درامی است که در سال ۲۰۰۷ به کارگردانی تامارا جنکینز ساخته شد. این فیلم موفق شد در دو رشتهٔ بهترین فیلم‌نامهٔ غیراقتباسی و بهترین بازیگر نقش اول زن نامزد جایزه اسکار شود.

## هنرپیشه‌ها
- لورا لینی
- فیلیپ سیمور هافمن
- فیلیپ بوسکو
- پیتر فریدمن
- گای بوید (هنرپیشه)
- دبرا مانک
- مارگو مارتیندال
- رزمری مورفی
- دیوید زایاس
- بنگا آکینابه
- تونیه پاتانو
- کارا سیمور